# Vlněna
VLNĚNA, vlnařské závody, státní podnik byl socialistický textilní podnik v Brně vyrábějící vlněné látky. Podnik navázal a využíval budovy, stroje a know-how několika tradičních brněnských i mimobrněnských textilních továren, jejichž přímá historie sahá do 18. století. V obecném povědomí se pojem Vlněna stal synonymem názvu pro rozsáhlý tovární areál v brněnské čtvrti Trnitá, mezi ulicemi Přízova, Mlýnská a Dornych. Další továrny zaniklého socialistického podniku koncernového typu s názvem Vlněna, např. v Brněnci, Svitávce nebo v Brně na ulici Cejlu toto pojmenování v obecném povědomí ztratily.[zdroj?]

## Historie
Vlněna byl jeden z nejstarších a i nejrozsáhlejších továrních komplexů na zpracování vlny v Brně. Nacházel se mezi ulicemi Dornych, Přízova a Mlýnská.
Počátky historie tohoto komplexu sahají do 18. století, kdy zde, ve východní části předměstské čtvrti Náhon, vznikla textilní manufaktura Josefa Biegmanna. V první půli 19. století továrnu provozovala rodina Bochnerů. Z tohoto období pochází správní a rezidenční budova, palác Edmunda Bochnera von Stražisko, jež byla postavena v roce 1867 podle návrhu Josefa Arnolda. V druhé polovině 19. století až do arizace provozovala textilní továrnu rodina Stiassni. Druhá část továrního komplexu při ulici Dornych byla vybudována firmou Paul Neumark v druhé polovině 19. století. Nacházela se zde jedna z nejmodernějších přádelen na mykanou přízi ve střední Evropě. Dílčí úpravy a dostavby budov prováděl pro svého investora mezi lety 1924 – 1938 pravděpodobně i architekt Ernst Wiesner. Po konfiskaci majetku rodiny Stiassni zakoupil továrnu na začátku války německý továrník Julius Kunert.
Po druhé světové válce byla továrna znárodněna a sloučena do národního podniku Vlněna. Sloučeny byly i do té doby oddělené továrny, které po roce 1945 vytvořily jeden rozsáhlý areál. Ve správní budově Bochnerova paláce bylo umístěno podnikové ředitelství národního podniku Vlněna. Objekt byl k textilní výrobě využíván až do roku 2008, kdy byla odstavena poslední linka menší soukromé firmy Vlnako, jež pokračovala v tradiční vlnařské výrobě.
Areál tvořily různorodé budovy, od nejstarších zděných, často s litinovými sloupy, nebo dřevěnými záklopovými stropy a po dominantní železobetonové skeletové konstrukce ve tvaru písmene L, které tvořily nároží ulice Dornych a Přízova. Za tradičně nejhodnotnější části areálu je považován neorenesanční Bochnerův palác z 60. let 19. století. Jedinečný byl však tento areál jako celek.
Po roce 2008 se areál nacházel v neutěšeném stavu. Přes snahu památkářů, aby byl objekt jako komplex uznán kulturní památkou, případně alespoň jeho nejhodnotnější část, Ministerstvo kultury tyto návrhy zamítlo. Jedním z původních záměrů jak budovy využít, bylo po vzoru západních realizací vystavět v prostorech loftové byty. Tento projekt však nebyl uskutečněn z důvodu přílišné finanční náročnosti. Částečně byly prostory využívány pro dílny desítek řemeslníků a ateliéry brněnských umělců. Mezi nejznámější ateliéry patřil ten s názvem Šestá větev (dříve sídlil v areálu Zbrojovky Brno), který zde sídlil již čtvrtým rokem. Působila zde například malířka Lenka Pilařová, konzervátorka a restaurátorka Olga Piperová Taušová, dále designér lamp Jan Novotný a architekti Alžběta Sukačová, Martin Hlavsa a Petr Bureš. Nacházela se zde také hospoda, truhlárna, tiskárna, několik prodejen či autoservis.[zdroj?]

## Snaha o oživení Vlněny
Od roku 2013 vznikaly projekty na oživení areálu. Konaly se zde výstavy a koncerty. Objekt Vlněny byl využíván především nezávislou scénou, kdy se měnila na dočasný pop-up klub, který měl za úkol přitáhnout do této opomíjené části města Brna návštěvníky. Mezi účinkujícími byla například Monika Načeva a Justin Lavash. Konalo se zde také několik ročníků multižánrového festivalu Vlna. Všechny tyto snahy ale selhaly a Vlněna byla roku 2016 zbourána.[zdroj?]

## Současnost
Na jaře roku 2016 bylo vlastníkem objektu, firmou CTP, započato s celkovou dlouho plánovanou demolicí objektu. Po demolici posledních domů zde začal majitel stavět kancelářský komplex. Plánuje se zde postavit až 13 nových moderních domů. Předpokládají se zde nájemci z řad velkých, převážně nadnárodních firem a prostory pro podnikaní. Dále je zde počítáno i s dvoupatrovými garážemi, kancelářemi, byty či studii. Z původního areálu Vlněny se zachovala pouze správní a rezidenční budova Bochnerova paláce. Zde má v přízemí vzniknout restaurace a v horních patrech kanceláře.[zdroj?]

## Galerie

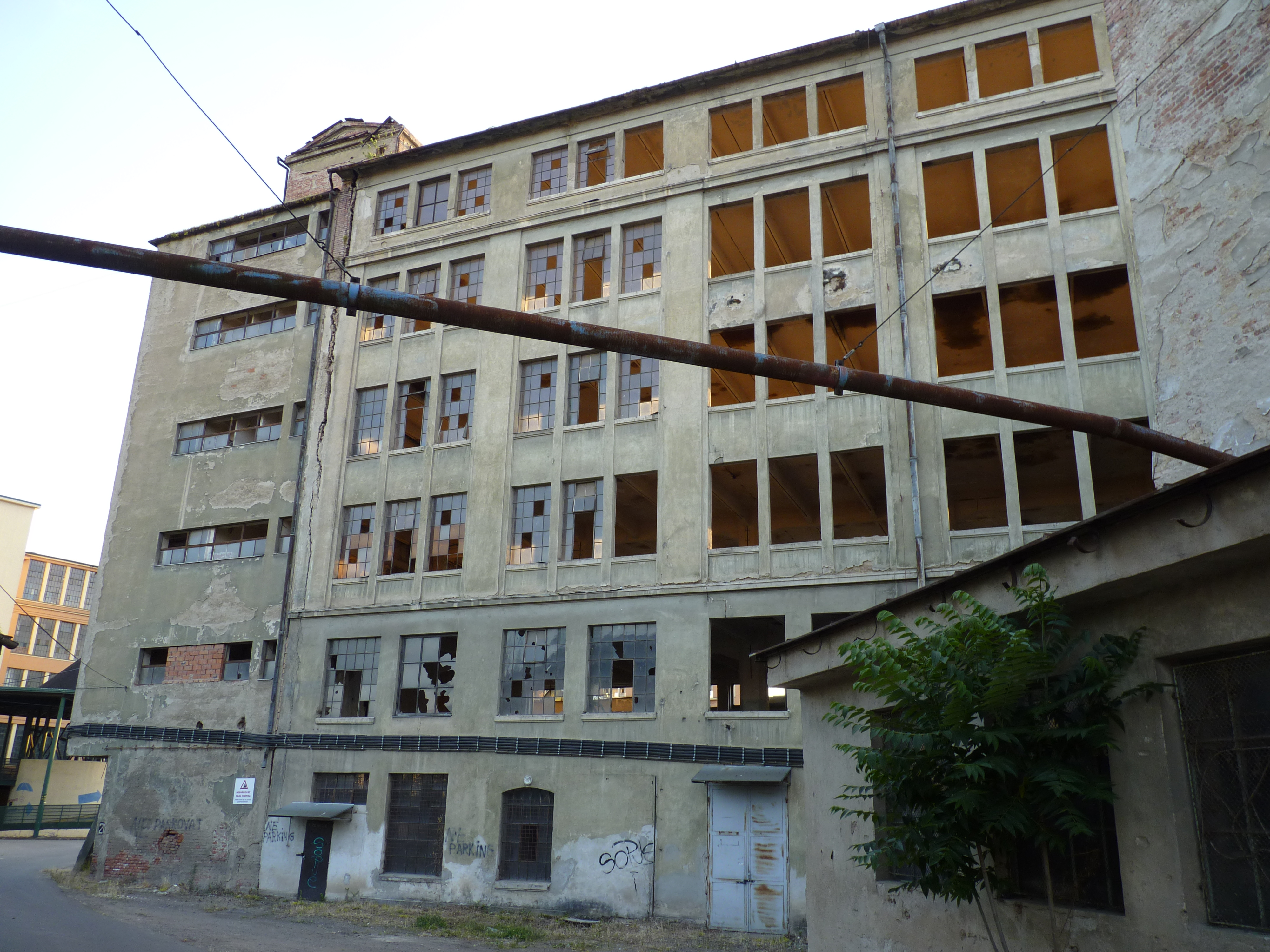
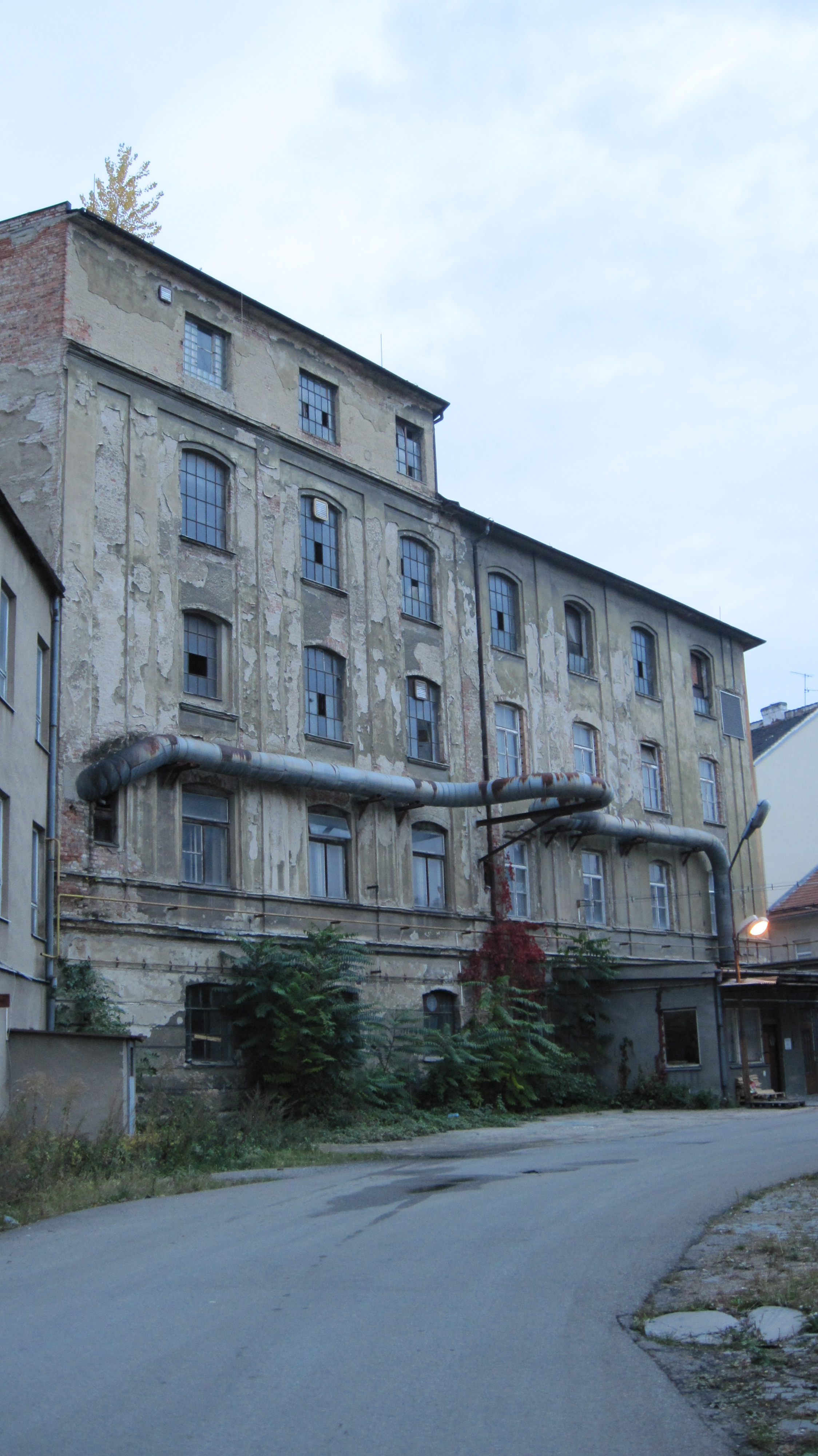
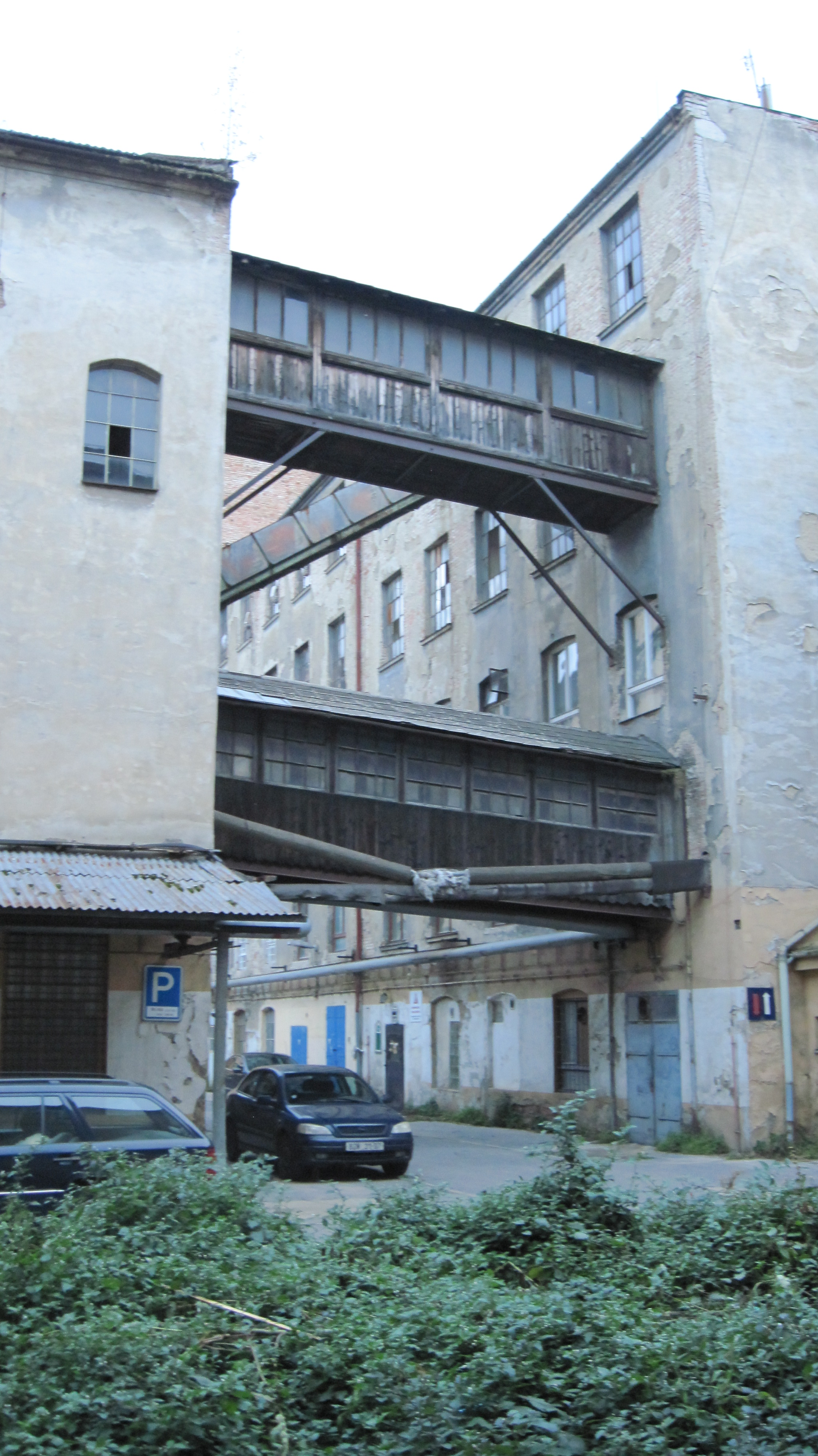
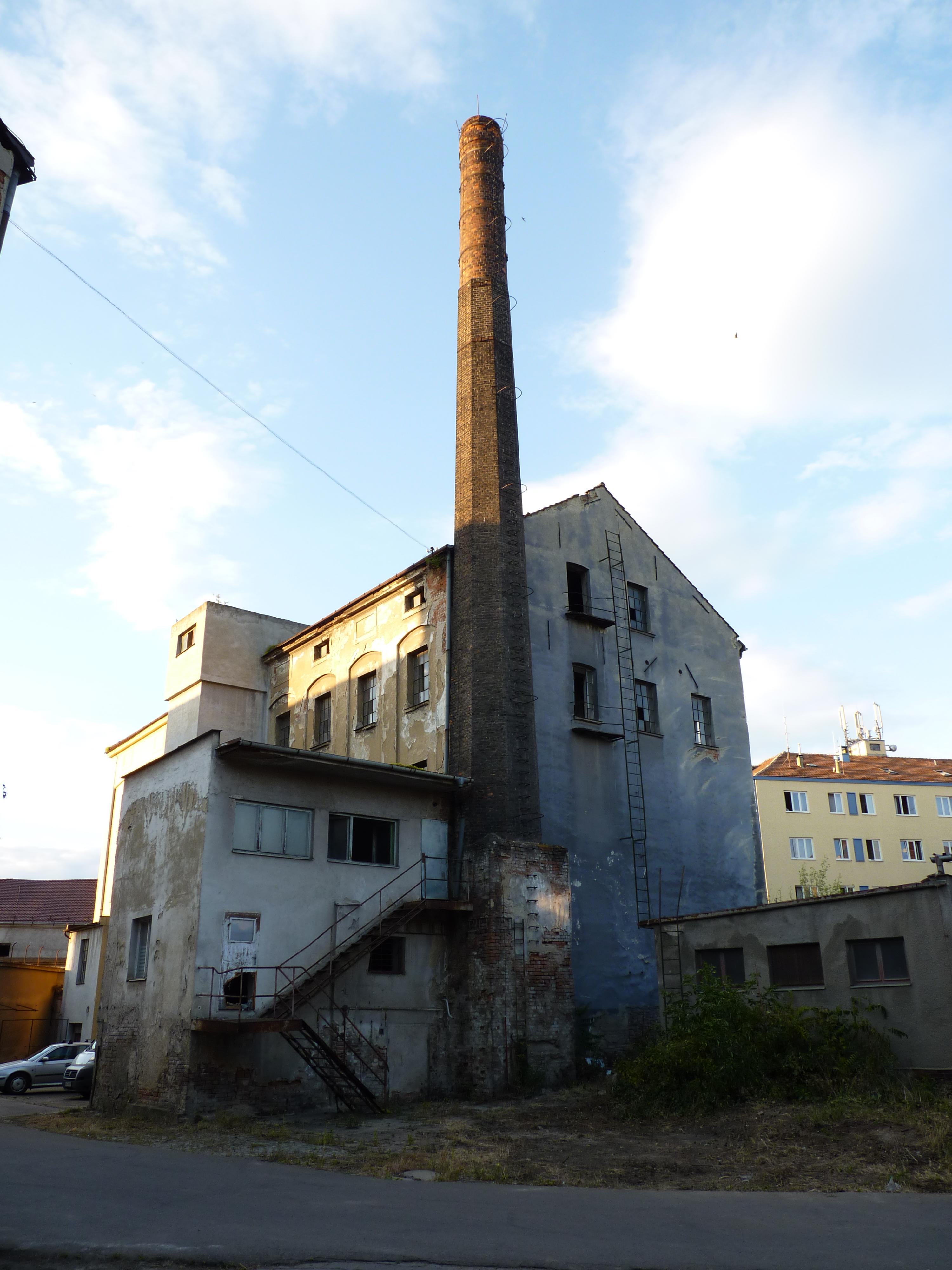
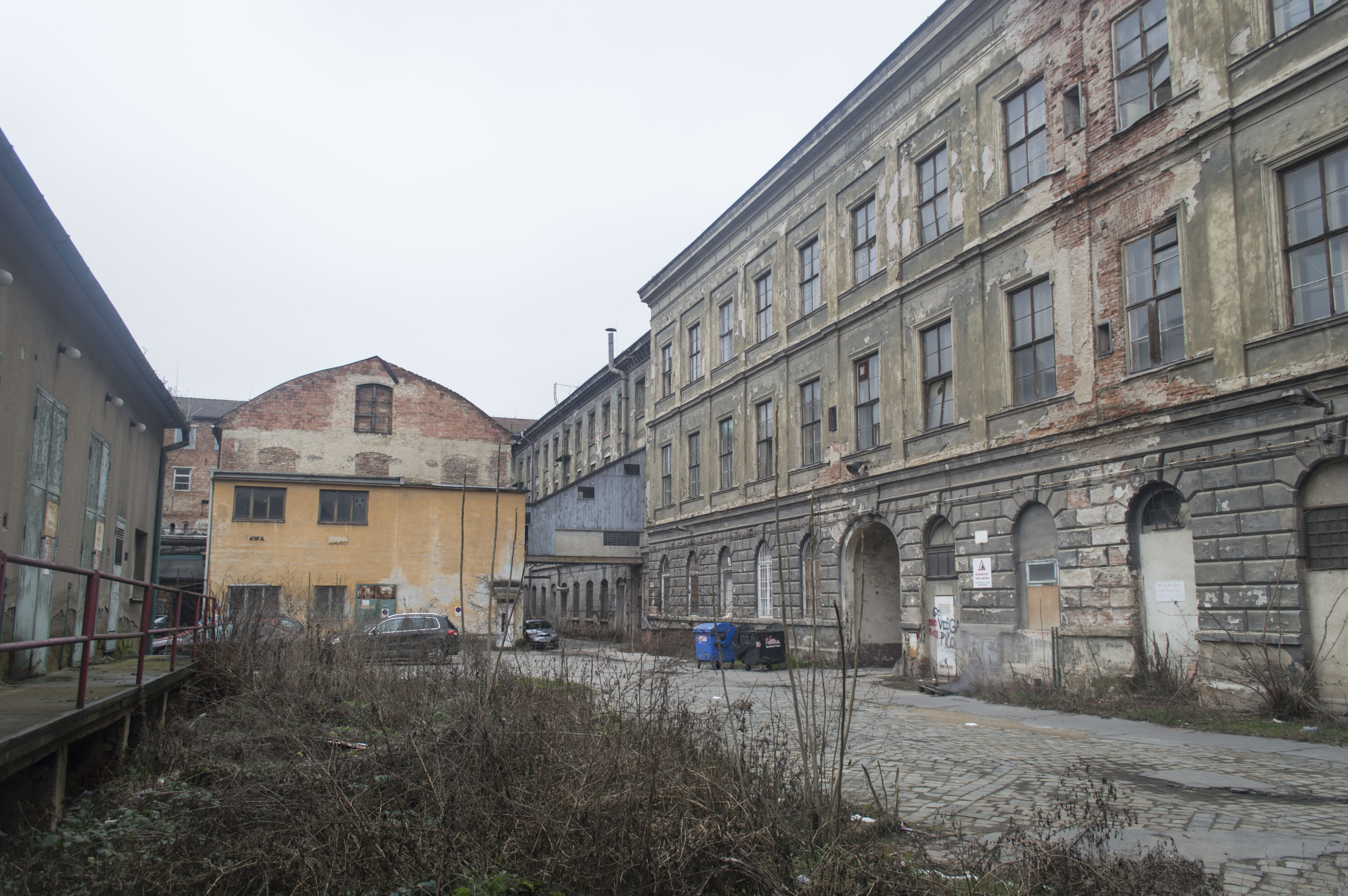
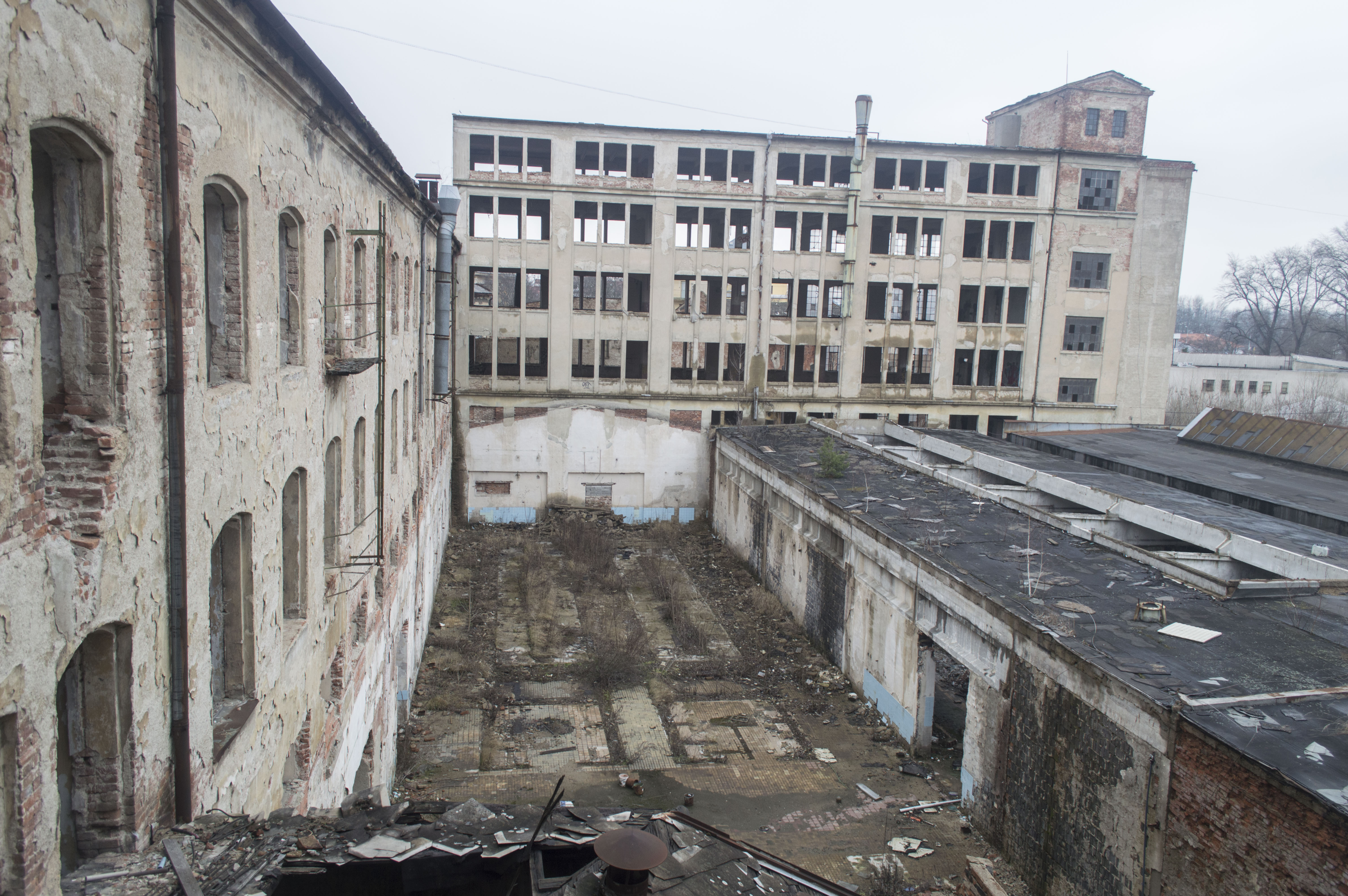
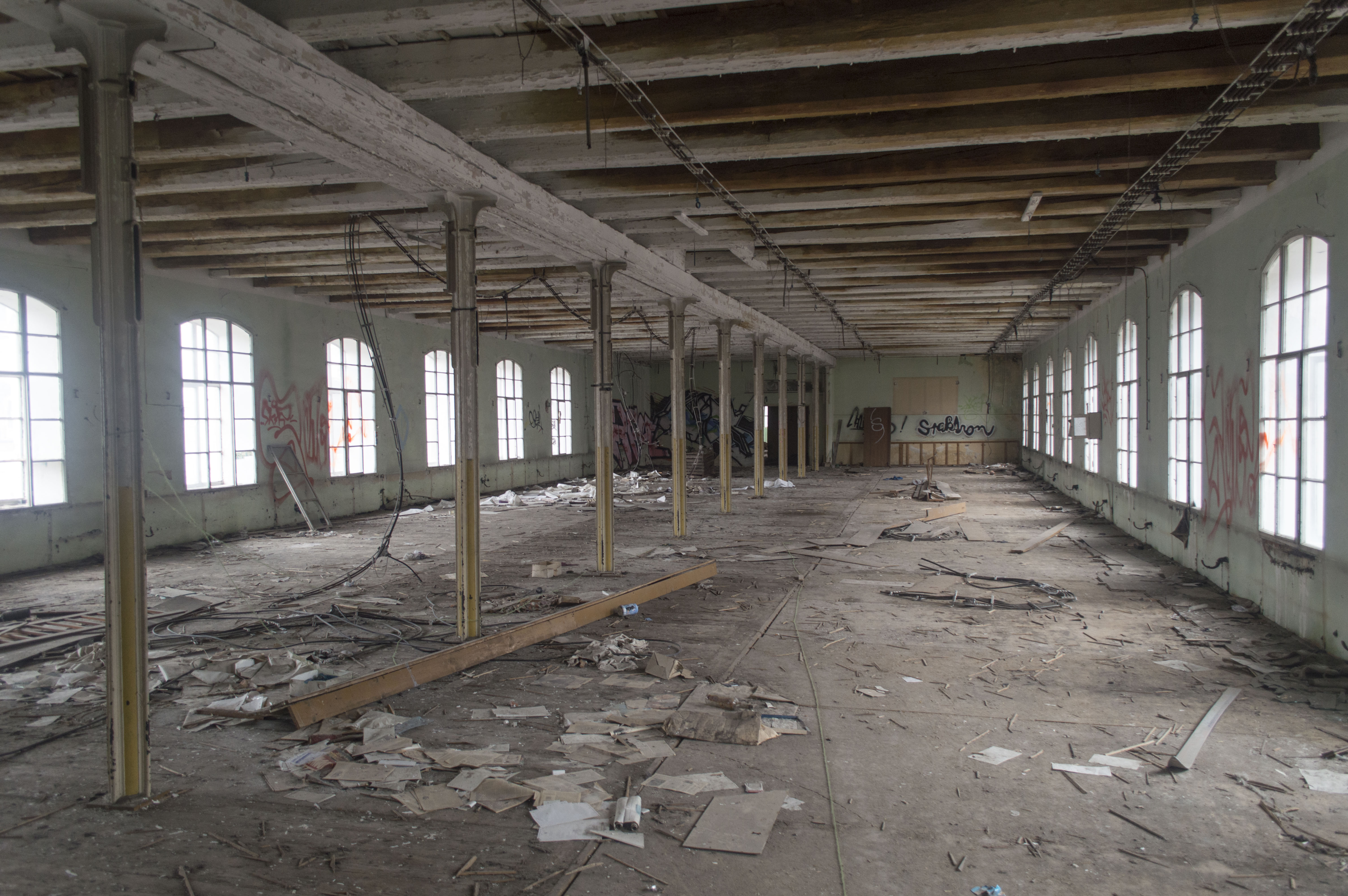
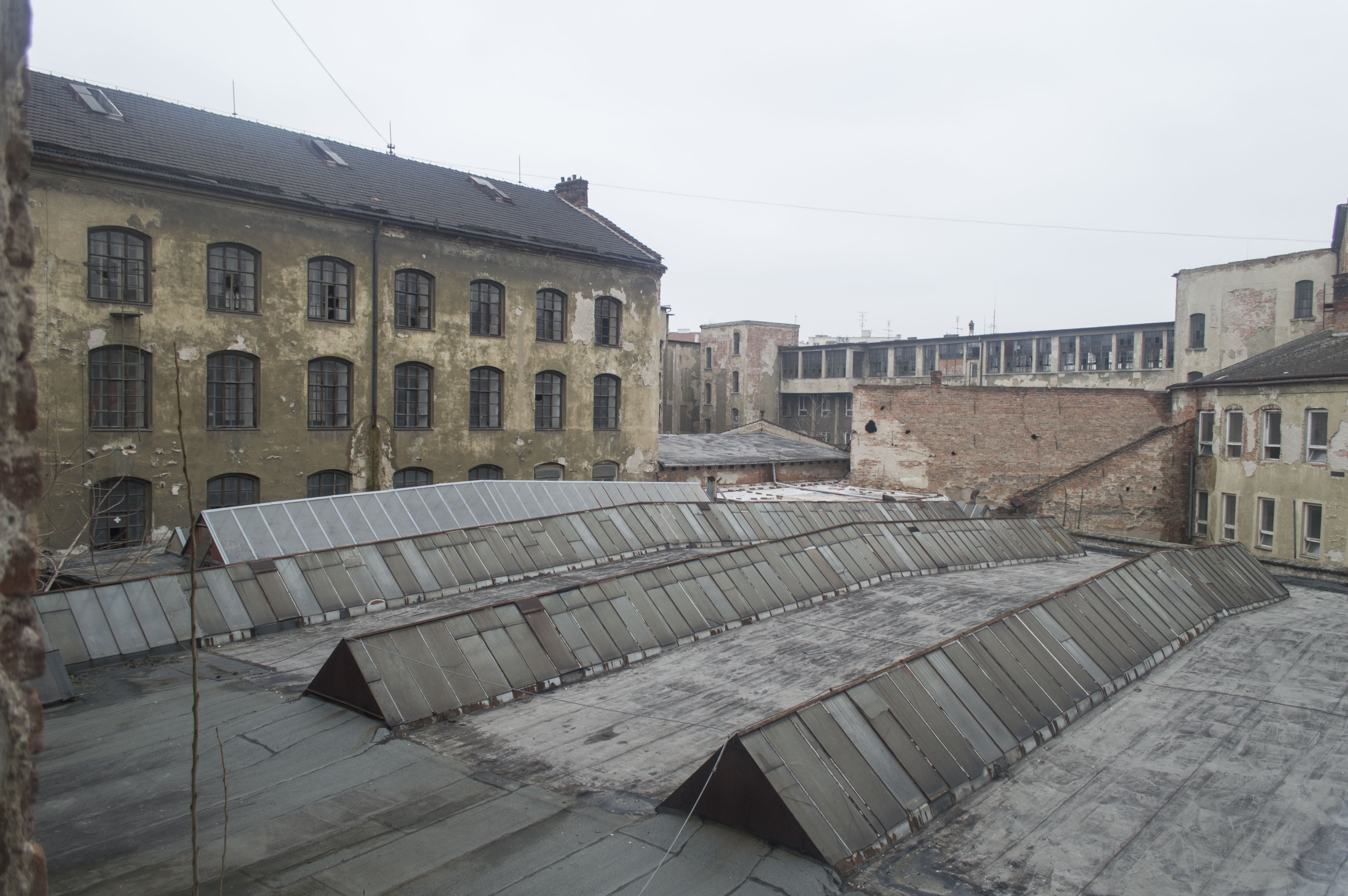
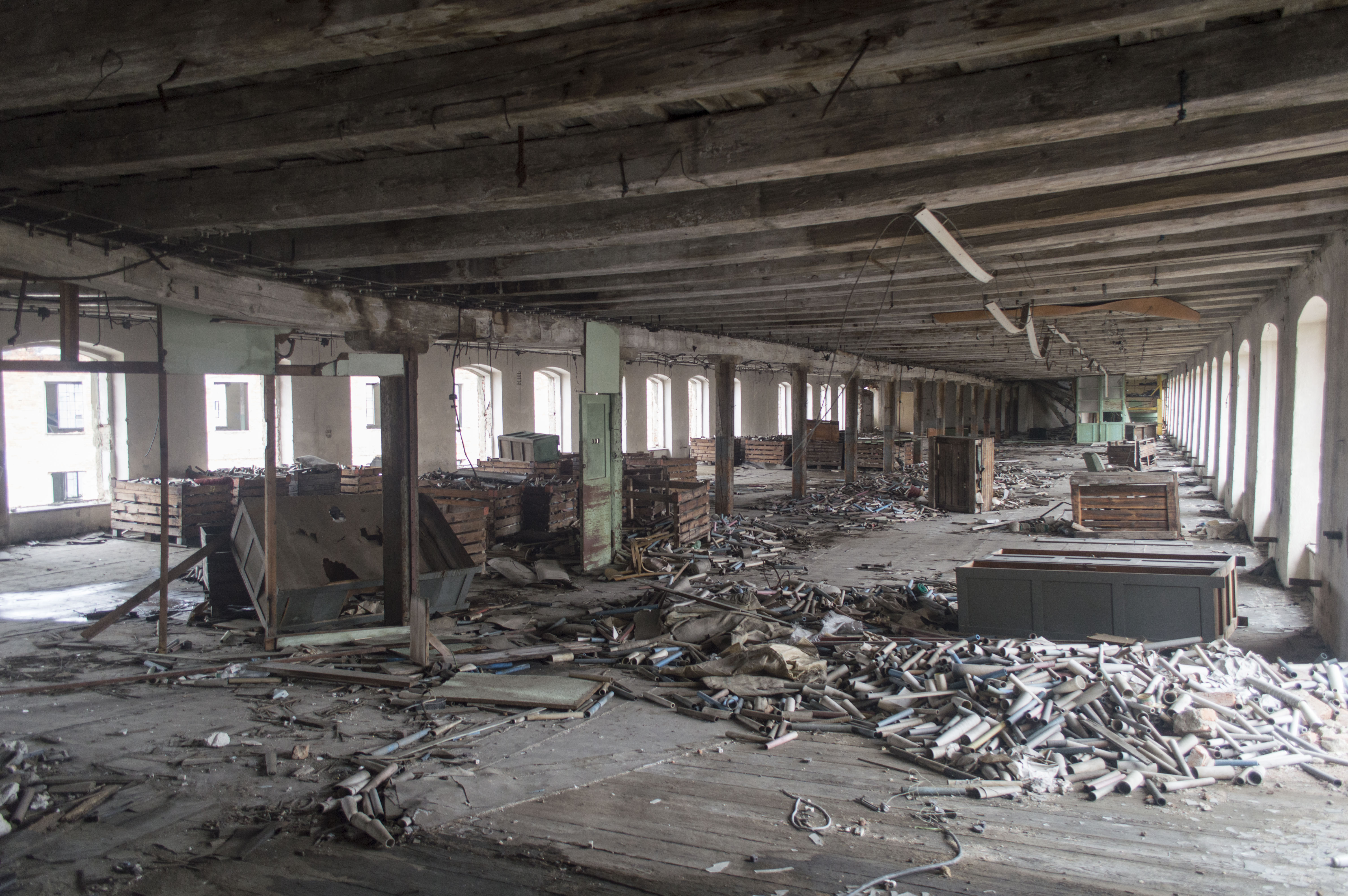
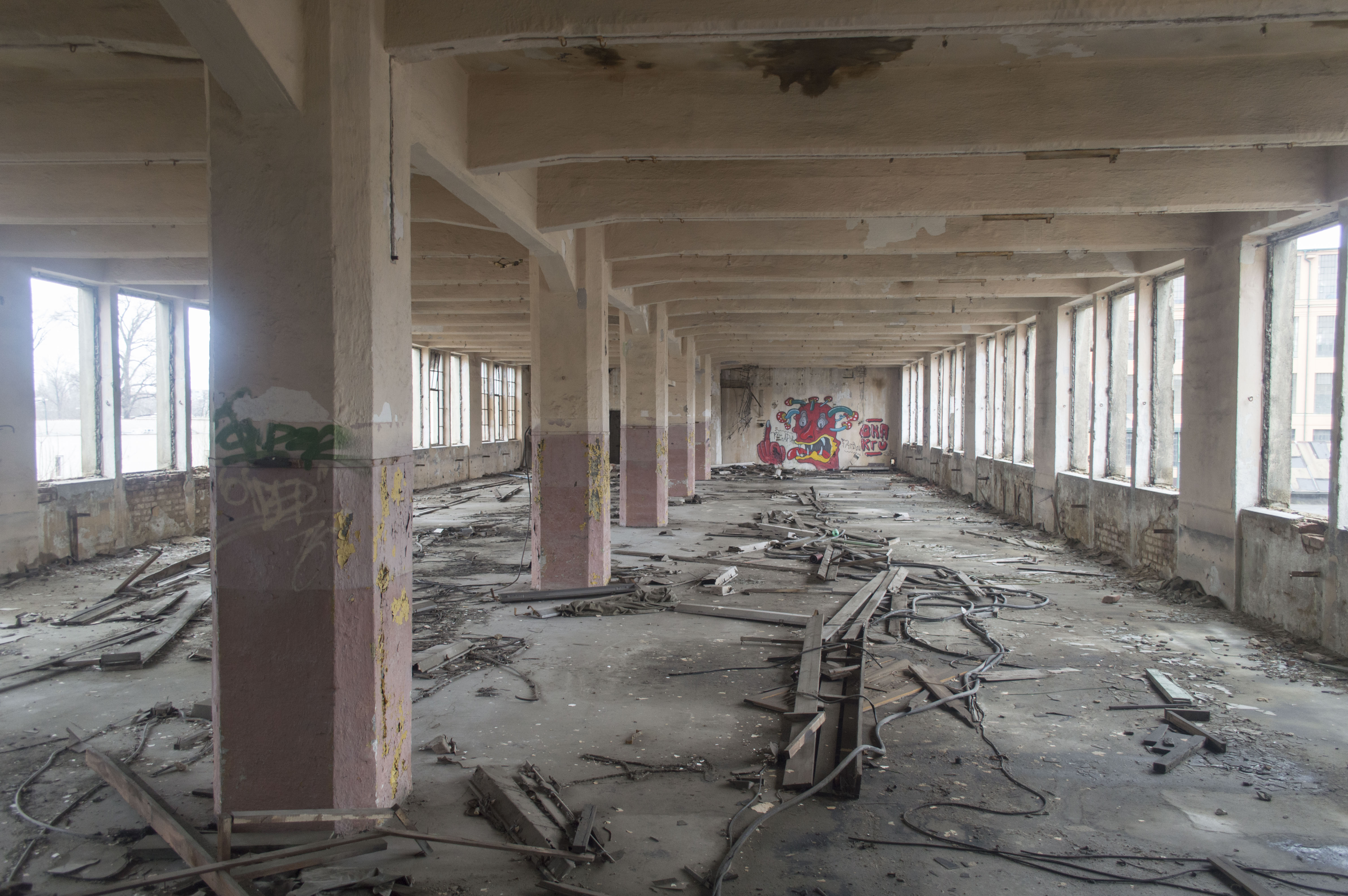
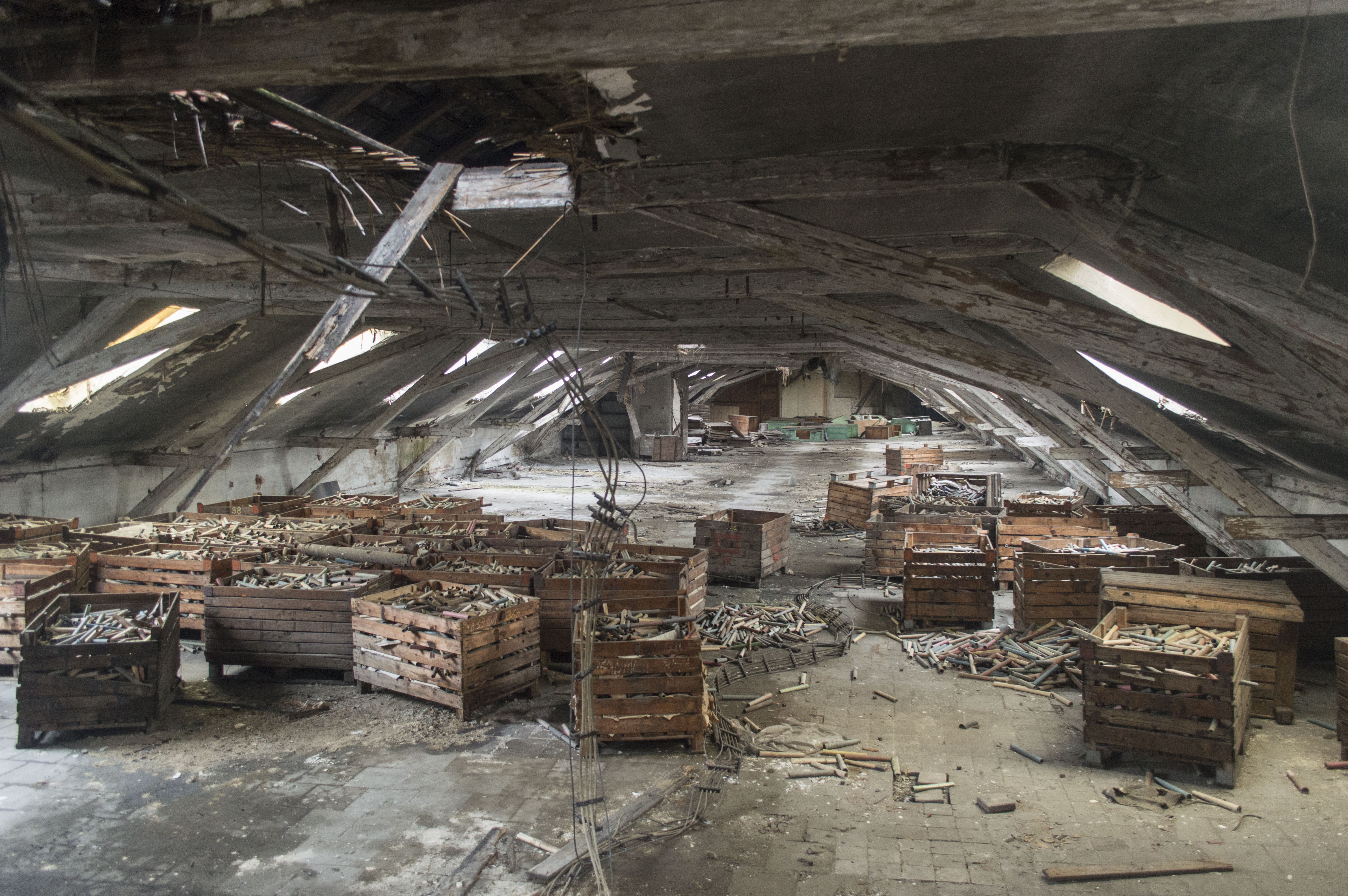
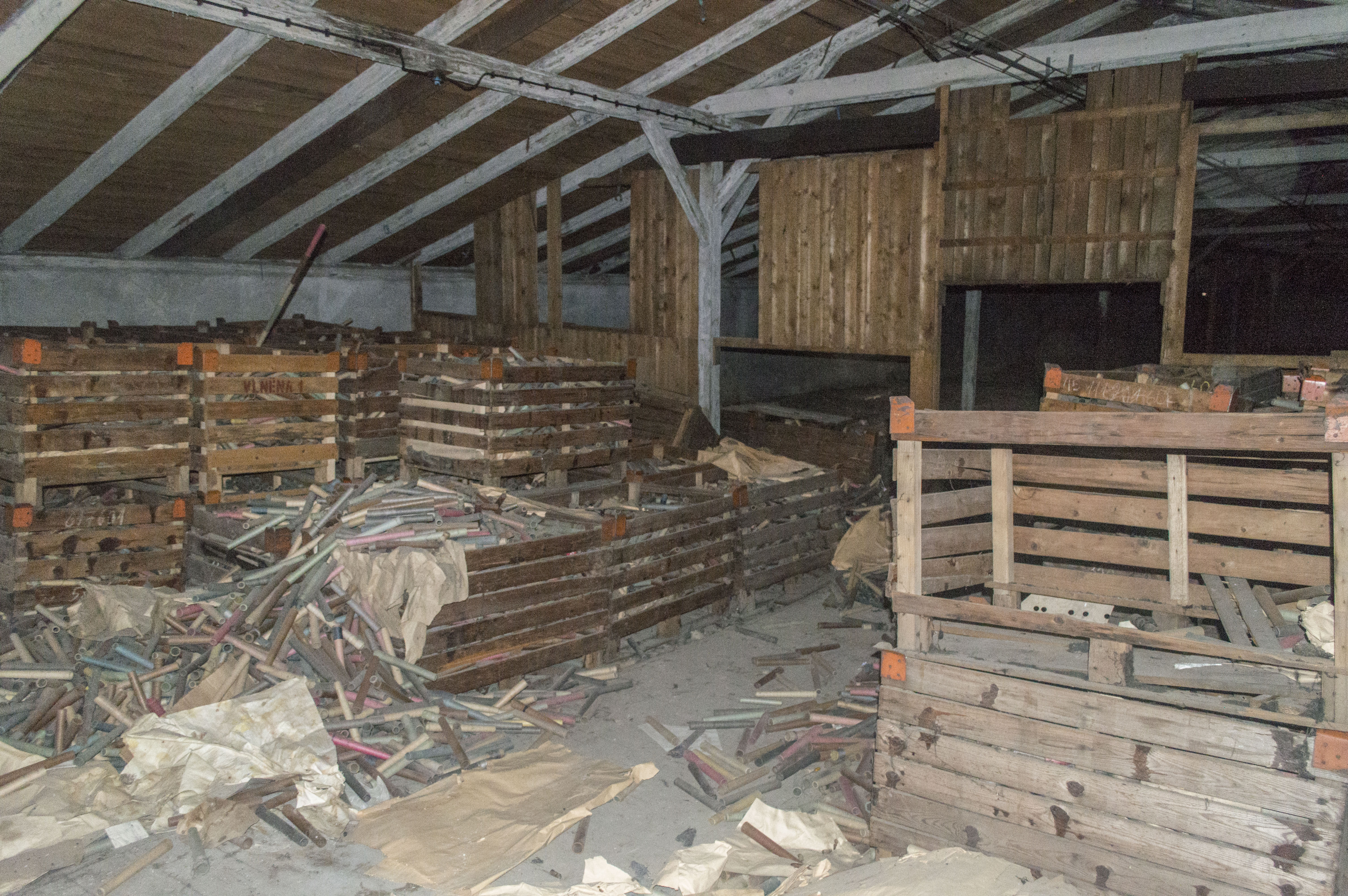
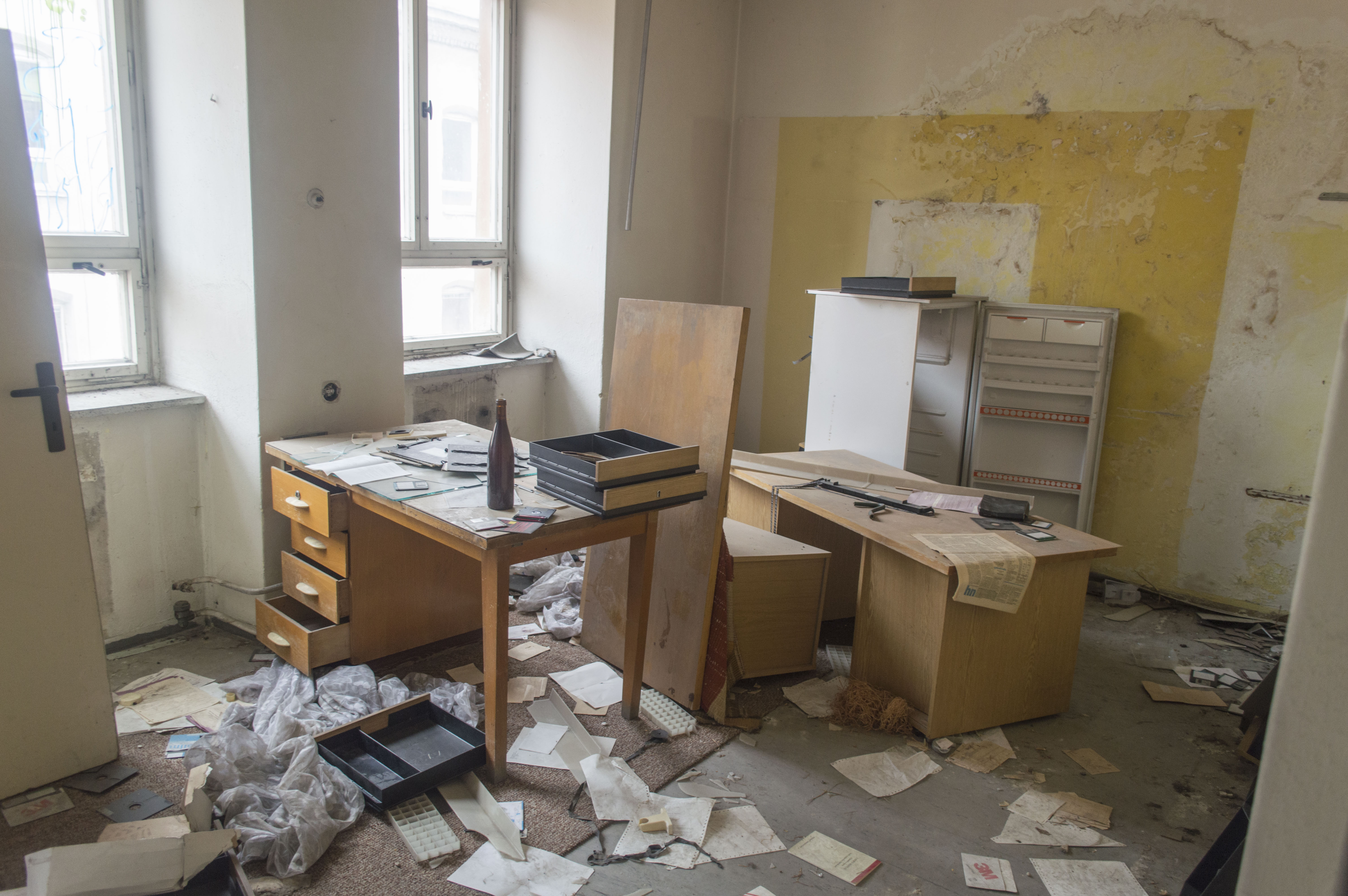
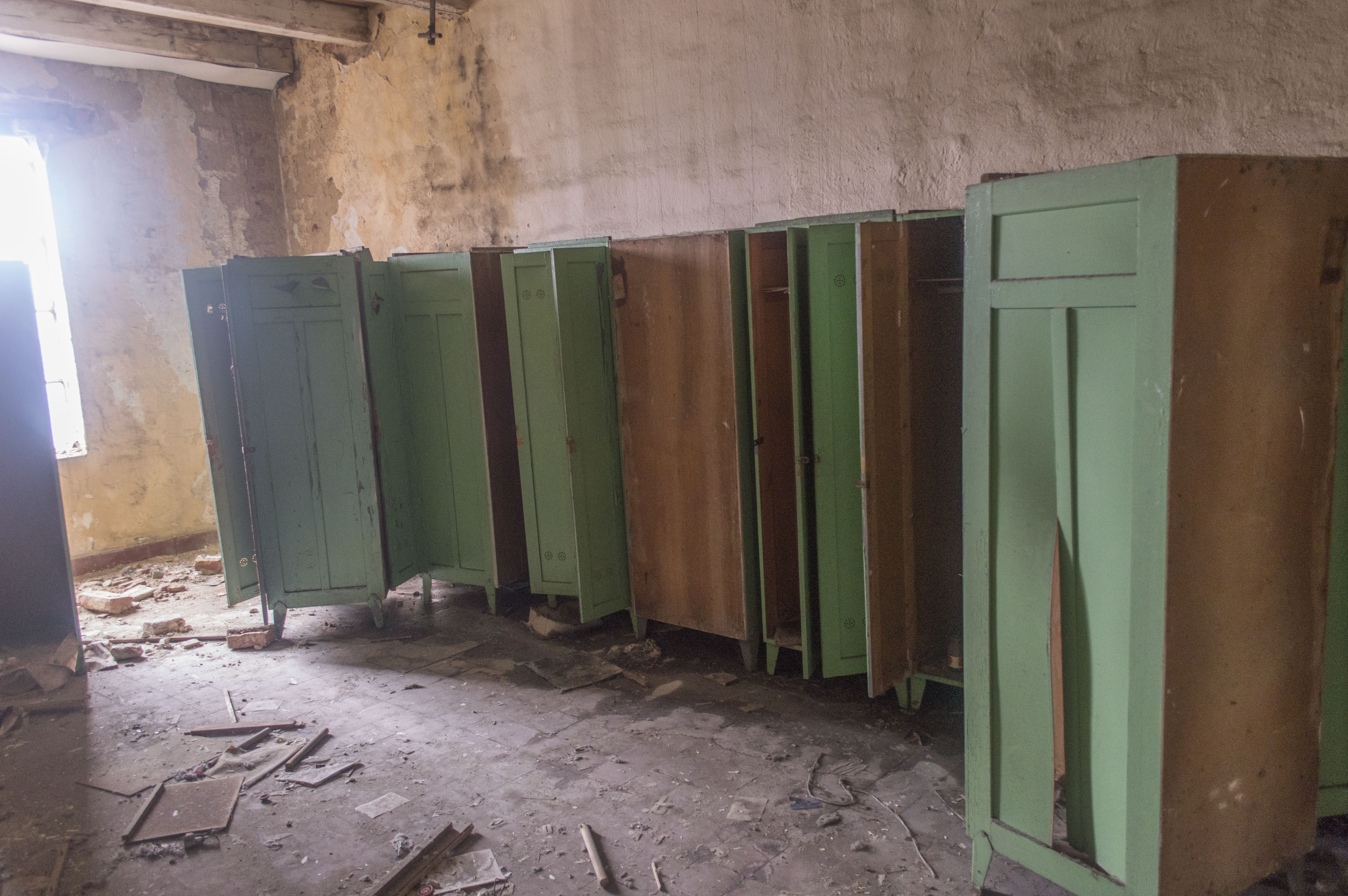
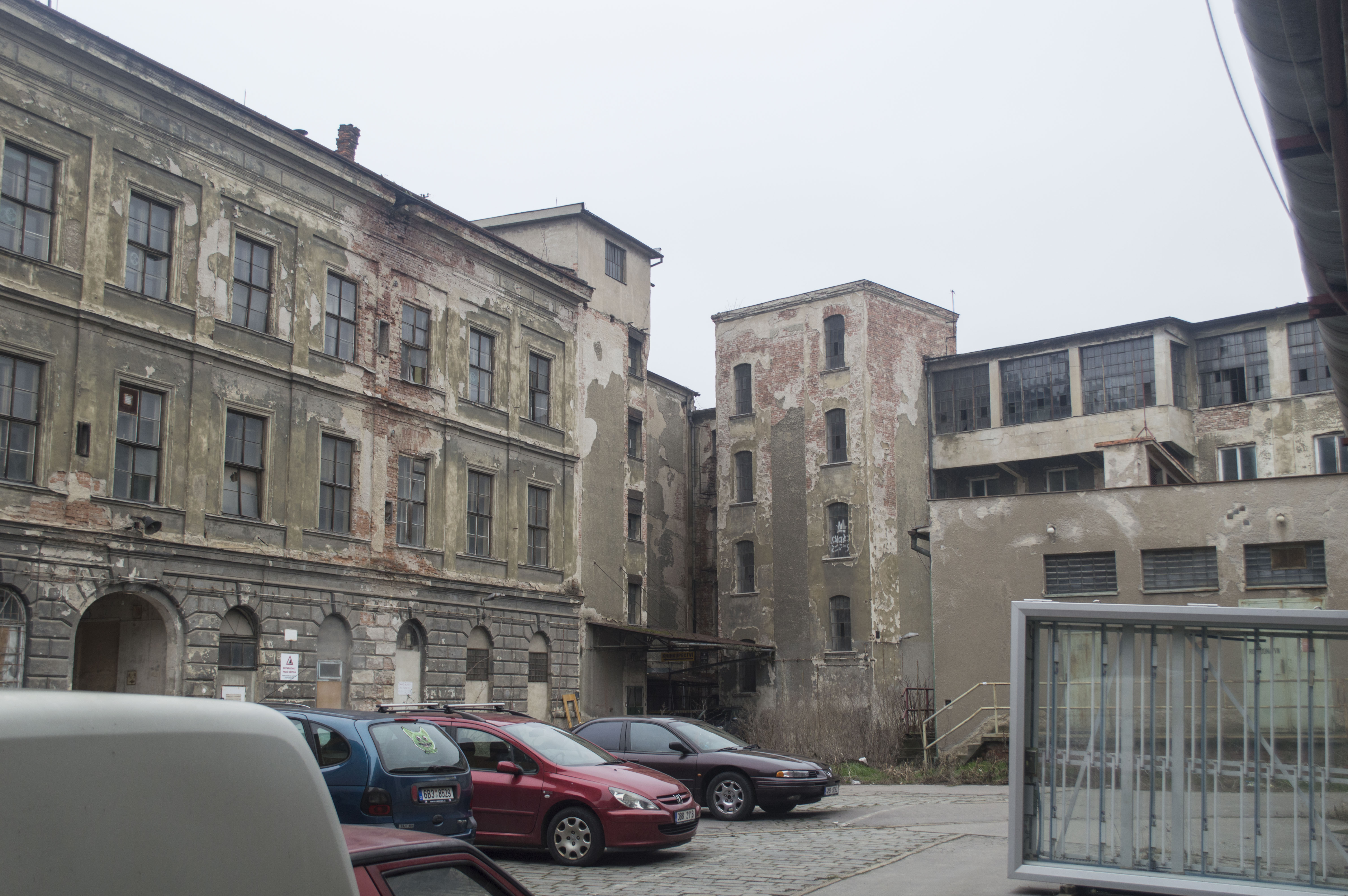
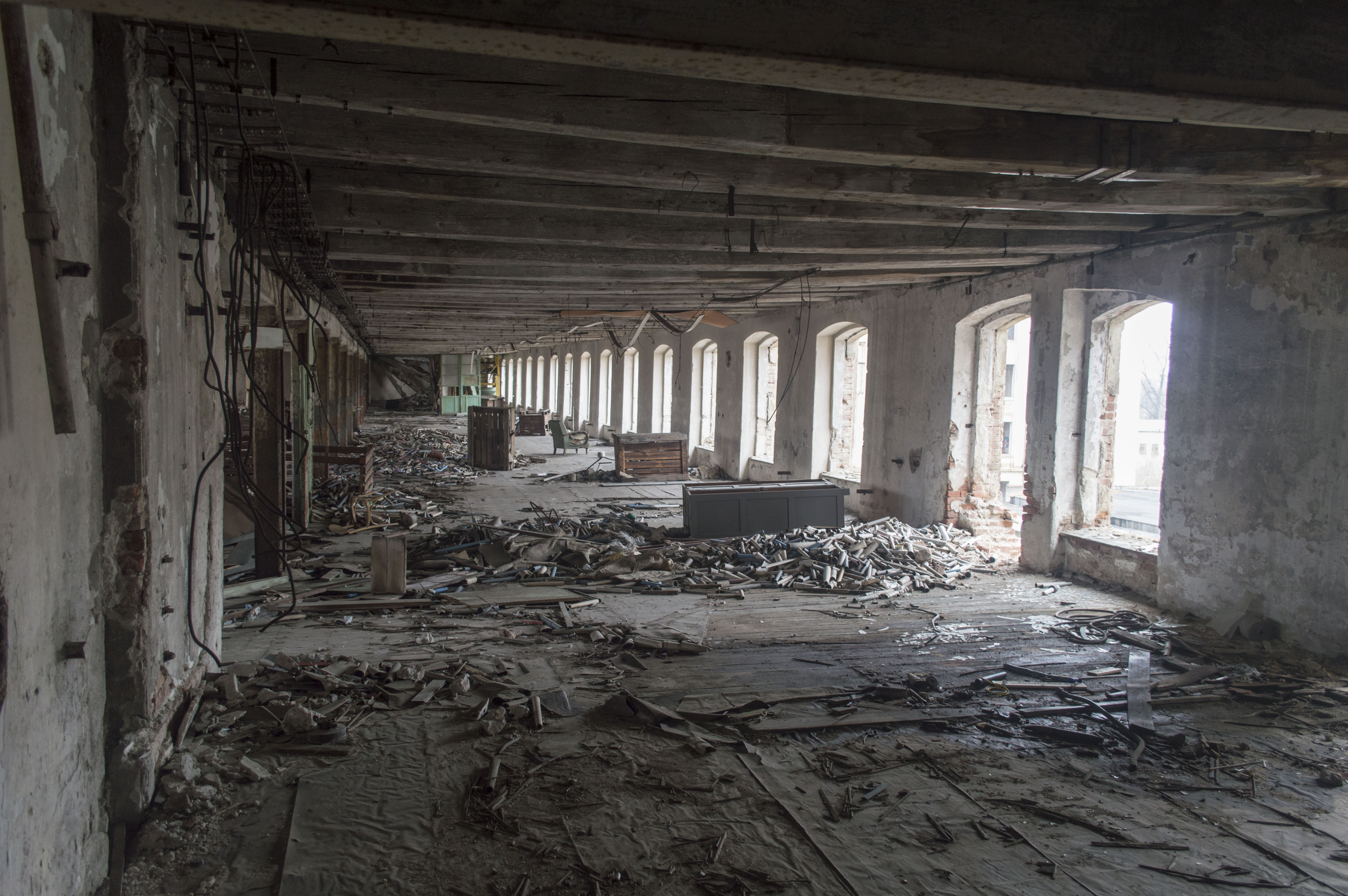